# CHAU-DT
CHAU-DT est une station de télévision québécoise de langue française située à Carleton-sur-Mer appartenant à Télé Inter-Rives et affiliée au réseau TVA.

## Histoire

### Les débuts avec Radio-Canada
CHAU-TV entre en ondes pour la première fois le 17 octobre 1959 sur le canal 5. La station tire ses débuts en tant qu'affilié bilingue de CBC/SRC. Ce n'est que quelques mois après son lancement, le 24 mars 1960, que CHAU rejoint le réseau à micro-ondes de Radio-Canada. En 1968, la programmation de CHAU, qui est alors à 65 % en langue française et à 35 % en langue anglaise, devient exclusivement francophone à la suite de l'inauguration d'un réémetteur de la station montréalaise CBMT à Carleton.
En 1978, CHAU-TV est l'une des dernières stations canadiennes à passer du noir-et-blanc à la couleur. Bien que la station pouvait auparavant diffuser des programmes provenant d'autres sources en couleur, CHAU peut donc maintenant produire émissions locales en couleur grâce à un investissement d'un million et demi de dollars,.
À la suite d'audiences publiques, le Conseil de la radiodiffusion et des télécommunications canadiennes (CRTC) demande à la SRC et à CHAU-TV d'améliorer leur couverture en langue française du nord-Est du Nouveau-Brunswick et de la Gaspésie. Pour parvenir à ce but, la Société Radio-Canada propose de déplacer son émetteur de Néguac à Allardville et d'en augmenter sa puissance de sorte qu'il couvre la Gaspésie et Bathurst, N.B.. D'autres émetteurs sont installés à Campbellton et Dalhousie.

### La suite avec TVA
Le 13 mai 1982, le CRTC approuve le changement d'affiliation de CHAU-TV ; la station est transférée de Radio-Canada au réseau TVA en décembre 1983, lorsque la SRC met en service CJBR-TV dans la région de Carleton. Dans le but de mieux servir le Nouveau-Brunswick, CHAU construit la même année un studio à Bathurst et fait l'acquisition du matériel nécessaire à la couverture des nouvelles du nord-Est du Nouveau-Brunswick. En 1986, CHAU-TV possède 11 réémetteurs, ce qui en fait la station privée possédant le plus de réémetteurs au Québec.
Le CRTC donne son accord en mars 2000 pour que Corus Entertainment fasse l'acquisition de CHAU-TV à Télévision de la Baie des Chaleurs Inc., mais Corus Entertainment revend la station à Télé Inter-Rives, qui exploite déjà trois stations de télévision incluant CIMT-DT affiliée à TVA, CKRT-DT affiliée à Radio-Canada et CFTF-DT affiliée à Noovo.

### Identité visuelle (logo)

Logo de TVA de 1990 à novembre 2012.
Logo de TVA du 29 novembre 2012 au 11 novembre 2020[3].
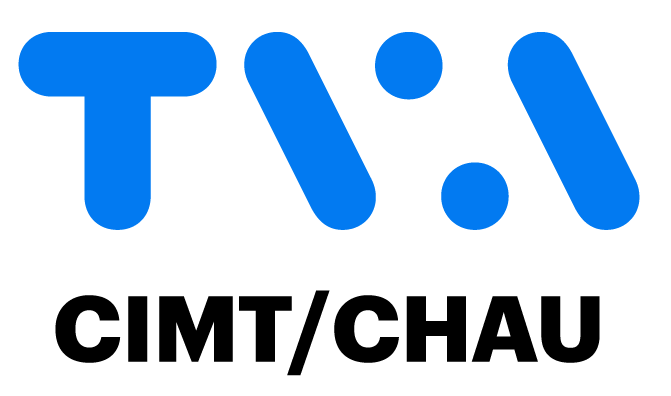
Logo de TVA depuis le 11 novembre 2020[3].

## Télévision numérique et haute définition
CHAU-TV n'étant pas un des « marchés à conversion obligatoire », elle n'a pas été mandatée de convertir ses émetteurs lors de l'arrêt de la télévision analogique et la transition vers le numérique qui a eu lieu le 31 août 2011. Télé Inter-Rives convertira toutes ses antennes d'ici le 15 novembre 2011.